# Vágur község
Vágur község (feröeriül: Vágs kommuna) egy község Feröeren. Suðuroy délnyugati részén fekszik. A Kommunusamskipan Føroya önkormányzati szövetség tagja.

## Történelem
A község 1908-ban jött létre Suðuroy egyházközség szétválásával. 1928-ban átkerült hozzá Nes Porkeri egyházközségből.

## Önkormányzat és közigazgatás

### Települések
| Település     | Népesség | Mióta a község része | Előző község         | Megjegyzés         |
| ------------- | -------- | -------------------- | -------------------- | ------------------ |
| Nes (Suðuroy) | 35       | 1928                 | Porkeri egyházközség |                    |
| Vágur         | 1352     | 1908                 | Suðuroy egyházközség | A község székhelye |

### Polgármesterek
- Kirstin Strøm Bech (2009–)[5][6]

## Népesség
| Év              | Lakosság |
| --------------- | -------- |
| 1986. január 1. | 1727     |
| 1991. január 1. | 1661     |
| 1996. január 1. | 1409     |
| 2001. január 1. | 1374     |
| 2006. január 1. | 1399     |

### Külső hivatkozások
- Digitális térkép[halott link] (feröeri)